# 施塔珀尔
施塔珀尔（德語：Stapel，發音：[ˈʃtaːpl̩]）是德国石勒苏益格-荷尔斯泰因州石勒苏益格-弗伦斯堡县的市镇，面积32.67平方千米，2023年12月31日人口为1,893人。该市镇于2018年3月1日由市镇北施塔珀尔和南施塔珀尔合并而成。